# Ovanthula
Ovanthula is een geslacht van neteldieren uit de klasse van de Anthozoa (bloemdieren).

## Soort
- Ovanthula apoda Van Beneden, 1924